# Tařicovka
Tařicovka (Lobularia) je rod nevysokých, bohatě kvetoucích rostlin který je součásti čeledě brukvovitých. Tento nevelký rod, pocházející ze Středomoří a Jihozápadní Asie, je tvořen čtyřmi až pěti druhy a z nich pouze jediný, tařicovka přímořská, vyrůstá v České republice. V minulosti byly tyto druhy považovány za součást rodu Alyssum.
V současnosti je tařicovka rozšířena téměř do všech světadílů, dostala se tam lidským přičiněním. Jako rostlina ozdobná květem byla původně vysazována v parcích i zahradách a odtamtud se její semena dostávala do volné přírody a na mnoha místech s vhodným klimatem se stala zdomácnělým neofytem.

## Popis

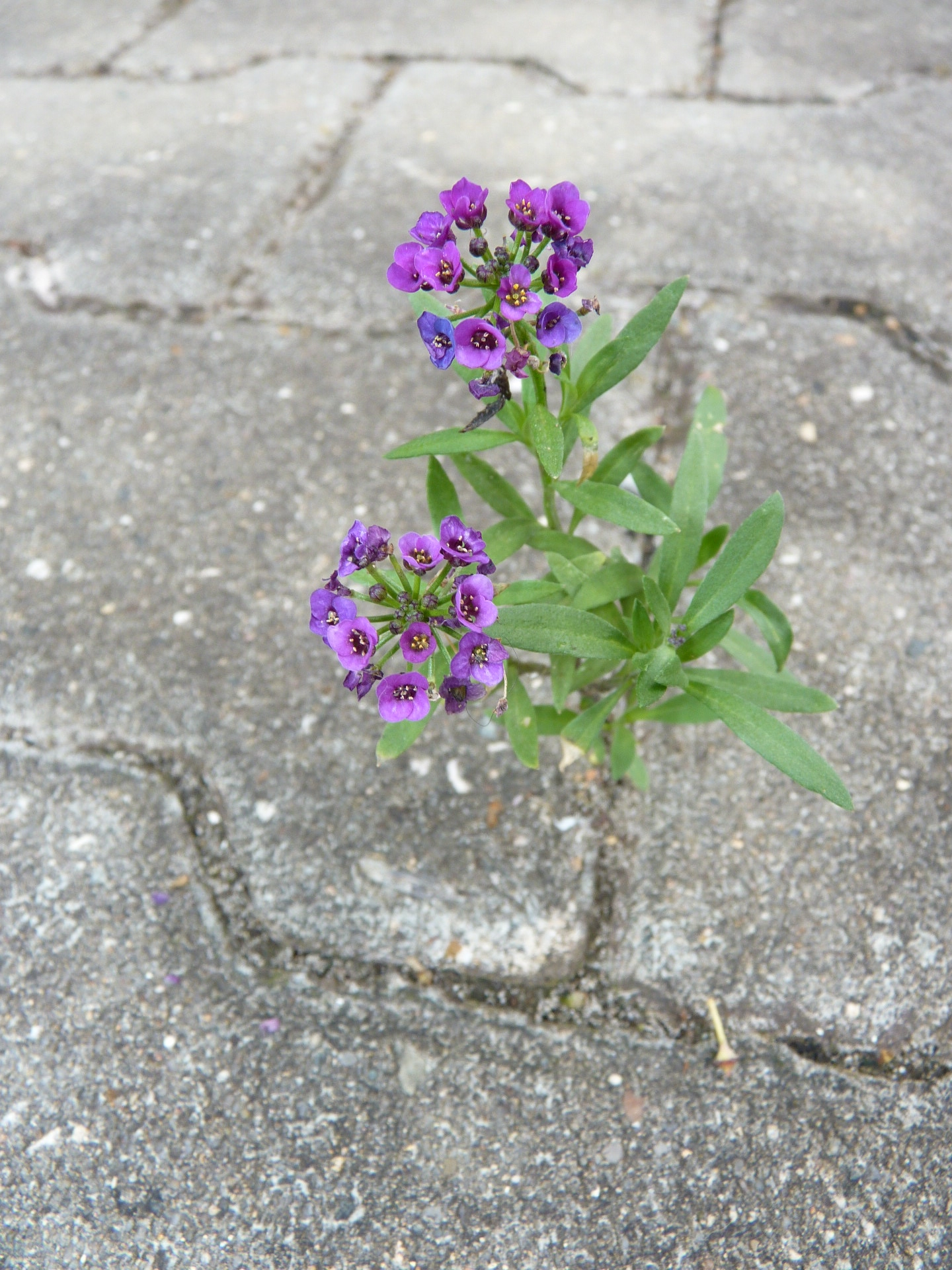
Tařicovka-rod nenáročných rostlin

Jsou to jednoleté nebo víceleté byliny či polokeře, často zcela porostlé vidlicovitě rozvětvenými chlupy. Obvykle rozvětvená, poléhavá nebo přímá lodyha je porostlá ve spirále vyrůstajícími listy které mají řapíky nebo jsou přisedlé, nejsou však objímavé. Jejich eliptické, vejčité či podlouhlé čepele mají okraje celistvé, jemně zubaté, pilovité či zvlněné.
Oboupohlavné, vonící a poměrně drobné květy na stopkách vytvářejí hroznovitá nebo chocholíkovitá květenství která jsou většinou, až na dva spodní květy, bez listenů. Vztyčené volné kališní plátky s celistvým okrajem jsou podlouhle vejčité. Obvejčité až podlouhle eliptické či okrouhlé korunní plátky s nehtíkem a zaobleným vrcholem jsou výrazně delší a mívají barvu bílou, růžovou až nafialovělou. Šest nestejně dlouhých tyčinek s volnými nitkami bez přívěsků a s vejčitými prašníky ční z koruny, čtyři tyčinky ve vnějším kruhu mají po vnitřní i vnější straně nektarové žlázky. Gyneceum je tvořeno dvěma plodolisty, ve dvoudílném přisedlém semeníku bývá až deset vajíček, jediná blizna je nejčastěji hlavičkovitá. Květy jsou převážně entomogamní, hmyz ve květech hledá pyl i nektar.

## Rozmnožování
Plody jsou na vztyčených nebo odstávajících stopkách rostoucí šešulky dlouhé 3 až 4 mm; jsou dvoudílné a mají tvar vejčitý nebo elipsovitý. Obsahují zploštělá, okrouhlá, někdy okřídlená semena s mřížkovaným oplodím jenž po navlhčení slizovatí. Tařicovka se nejčastěji rozmnožuje semeny která jsou rozšiřována větrem, nechtěně jsou nápomocná i zvířata, jímž se vlhká semena přilepí k srsti.